# 奥布河畔拉费泰
奧布河畔拉费泰（法語：Laferté-sur-Aube，法語發音：[lafɛʁte syʁ ob]）是法国上马恩省的一个市镇，属于肖蒙区。

## 地理
奥布河畔拉费泰（48°5'51"N, 4°46'57"E）面积32.54 平方千米，位于法国大東部大區上马恩省，该省份为法国东北部内陆省份，北起马恩省和默兹省，西接奥布省，西南接科多尔省，东南接上索恩省，东临孚日省。
与奥布河畔拉费泰接壤的市镇（或旧市镇、城区）包括：尚皮尼奥勒-莱蒙德维尔、瑞旺库尔、维尔苏拉费泰、阿祖瓦地区西尔丰泰内、蓬拉维尔_(上马恩省)、锡尔瓦鲁夫尔、阿祖瓦地区维拉尔。

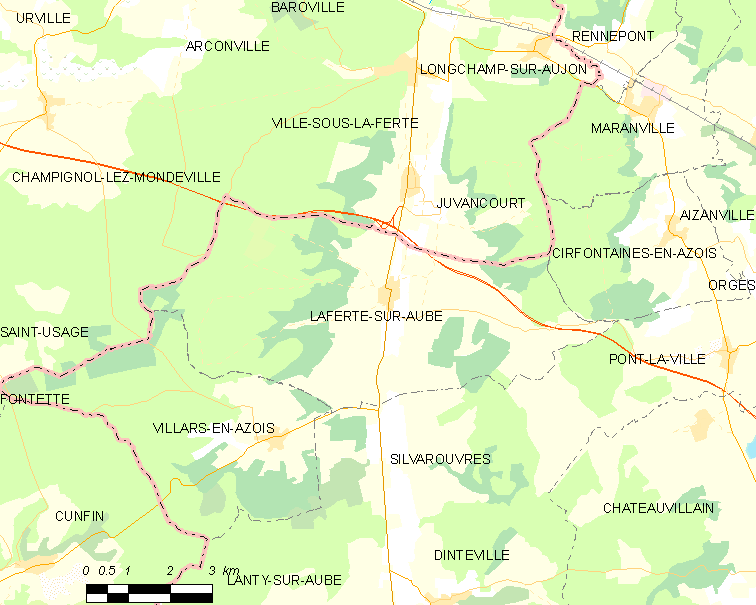
奥布河畔拉费泰的OSM定位图

奥布河畔拉费泰的时区为UTC+01:00、UTC+02:00（夏令时）。

## 行政
奥布河畔拉费泰的邮政编码为52120，INSEE市镇编码为52258。

## 政治
奥布河畔拉费泰所属的省级选区为沙托维兰县。

## 人口

1962-2008年间奥布河畔拉费泰人口变化图示

奥布河畔拉费泰于2022年1月1日时的人口数量为310人。